# Casa da Cultura de Arica

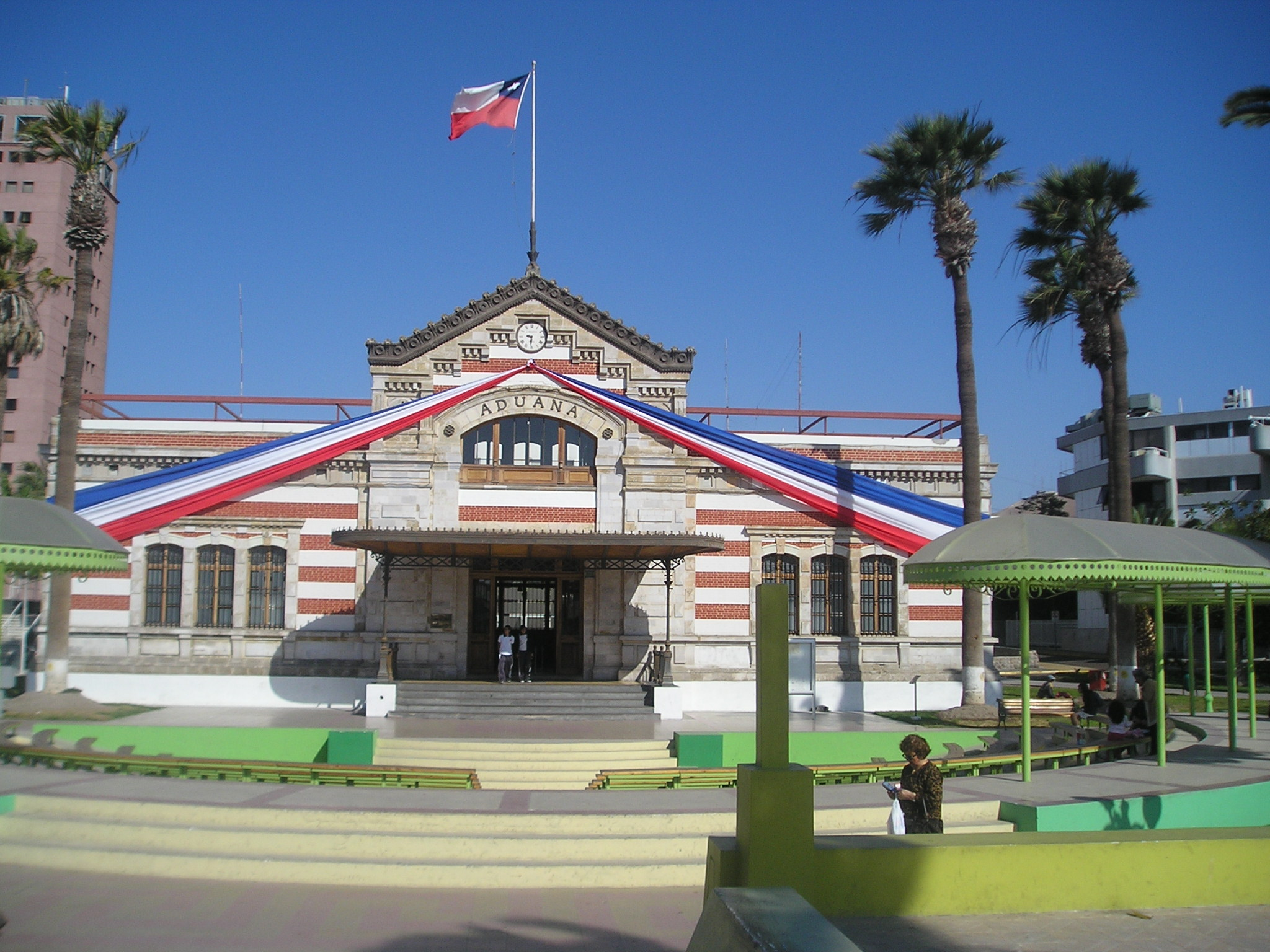
Casa da Cultura, ex-aduaneira de Arica

A Casa da Cultura ou ex-Aduaneira de Arica está localizada em Arica, Região de Arica e Parinacota, ao norte do Chile. O edifício foi declarado Monumento Nacional do Chile em 23 de novembro de 1977, na categoria monumentos históricos.
Sua construção foi encarregada pelo presidente peruano José Balta em 1874, aos talheres de Gustave Eiffel e Cia. de Paris, para servir como complexo aduaneiro em Arica, posto que o anterior se havia destruído pelo terremoto de 1868. O edifício tem sobrevivido muitos desastres naturais (terremotos e maremotos).
Em seu interior é possível ver alguns elementos do tempo no qual foi construída, como o projeto em croquis e parte do piso original, assim como ladrilhos originais traídos desde França, com o logo de Eiffel. Em seu fronte, se tem construído um pequeno anfiteatro que serve para atividades diversas de ordem artística cultural.
Desde as Terraço de seu segundo piso, a qual se ascende por uma escala de caracol, se aprecia em plenitude o morro de Arica.
Em 23 de novembro de 1977, o governo do Chile a declarou Monumento Nacional e foi restaurada sob o mandato do alcalde Hernán Lagos Zuñiga sendo renomeado "Casa da Cultura Alfredo Raiteri Cortés", em memória de um professor e historiador. Hoje funciona como um centro cultural, prestando-se suas dependências para exposições e mostras diversas.